# ヴィール＝ノルマンディー
ヴィール＝ノルマンディー （Vire-Normandie）は、フランス、ノルマンディー地域圏、カルヴァドス県のコミューン。
2015年12月31日に出された県条例により、2016年1月1日、クロンス、メゾンセル・ラ・ジュルダン、ルルール、サン・ジェルマン・ド・タルヴァンド・ラ・ランド・ヴォーモン、トリュトメール・ル・グラン、トリュトメール・ル・プティ、ヴォードリー、ヴィール (カルヴァドス県)が合併して誕生した。ヴィールが新コミューン行政の中心となっている。